# معاملة المثليين في سيرغيبي
يتمتع الاشخاص المثليون والمثليات ومزدوجو التوجه الجنسي والمتحولون جنسياً (اختصاراً: مجتمع الميم) في الولاية البرازيلية سيرغيبي بالحقوق القانونية ذاتها التي يتمتع بها غيرهم من المغايرين جنسيا.

## الاعتراف القانوني بالعلاقات المثلية
في 5 يوليو 2012، أصدرت السلطة القضائية لولاية سيرغيبي البرازيلية «القرار رقم 06/2012» الذي ينظم زواج المثليين في جميع أنحاء الولاية.

## قوانين مكافحة التمييز
كانت سيرغيبي من بين الولايات الأولى في البرازيل التي سنت دستورًا يحظر التمييز على أساس التوجه الجنسي، وذلك في عام 1989 إلى جانب ولاية ماتو غروسو دو سول.